# Zentralrat der Armenier in Deutschland
Der Zentralrat der Armenier in Deutschland e.V. (ZAD) ist der Dachverband aller armenischen Vereine, Gemeinden und Gruppen in Deutschland. Er wurde am 24. Januar 1993 in Bonn gegründet.

## Geschichte
Der ZAD ging aus dem Verband armenischer Vereinigungen im deutschsprachigen Raum e.V. hervor, dessen Satzung, Geschäftsordnung und Redeordnung durch Mehrheitsbeschluss einer Mitgliederversammlung am 23. und 24. Januar 1993 in Bonn geändert wurde.

## Organisation
Der ZAD hat seinen Sitz in Frankfurt am Main, ist überparteilich und religiös neutral.

## Mitgliedsverbände
Folgende Vereinigungen sind derzeit im Zentralrat zusammengeschlossen (Stand April 2019):
- Armenische Gemeinde zu Berlin e.V.
- Armenischer Kulturverein „Ararat“ e.V. (Mannheim)
- Armenische Gemeinde zu Hamburg von 1965 e.V.
- Armenischer Kulturverein Hessen e.V. (Frankfurt a. M.)
- Armenischer Kulturverein in BW e.V. (Stuttgart)
- Armenischer Unternehmerverein e.V. (Köln)
- Silwa Kaputikian e.V. (Köln)
- Verein Arm. Mediziner in BRD e.V. (Göttingen)
- Armenische Landsmannschaft in Bayern e.V. (München)
- Armenisches Hilfswerk in Deutschland e.V. / H.O.M. (Hay Ognutyan Miutyun) (Neuenburg)
- III. Jahrtausend ohne Krieg e.V.

## Ziele und Aktivitäten
Der ZAD will die Interessen der in Deutschland lebenden Armenier vertreten und die Verständigung zwischen den Bürgern der Bundesrepublik Deutschland und der Republik Armenien verbessern.
Der ZAD wurde außerdem gegründet, um internationales Interesse an der Aufarbeitung des Völkermordes an den Armeniern und Interesse an der sozialen und kulturellen Entwicklung der Armenier zu wecken. Auf Grundlage der Geschichte der Armenier im 20. Jahrhundert möchte der ZAD Rassendiskriminierung und Verfolgung entgegenwirken.
Zur Umsetzung dieser Ziele zählt der Verband zu seinen Aufgaben die „Förderung und Koordinierung der kulturellen und karitativen Aktivitäten der Mitglieder, Mitgliedsgemeinden und Vereine“, die „Allgemeine Jugendförderung und Betreuung im Sinne einer Identitätsförderung und Integration der Jugend im Rahmen des Kinder- und Jugendhilfegesetzes von 1990“, die „Unterstützung von Bestrebungen, die der Zusammenarbeit mit deutschen Organisationen und dem Kulturaustausch und der Förderung des Zusammenlebens zwischen Deutschen und Armeniern dienlich sind“, die „Zusammenarbeit mit den armenischen Organisationen in Armenien, in der Europäischen Union und in den anderen Ländern“, sowie den „Ausbau und [die] Förderung der Kommunikation und Kooperation der Armenier und aller ihrer Organisationen in Deutschland“.

## Finanzierung
Der ZAD ist gemeinnützig. Seine Organe arbeiten ehrenamtlich. Er finanziert sich aus Spenden, den Beiträgen der Mitglieder, sowie durch Stiftungen und Zuschüsse der öffentlichen Hand.